# روبرت كورتز
روبرت كورتز (بالإنجليزية: Robert Curthose)‏ هو الابن البكر لويليام الثاني دوق نورماندي لاحقا ملك إنجلترا وزوجته ماتيلدا من فلاندرز، أصبح دوق نورماندي بعد وفاة أبيه في عام 1087 حتى عام 1106 بعد هزيمته أمام أخيه الأصغر هنري الأول ملك إنجلترا في معركة تينشيبراي  وخلع منه لقب الدوق نصب نفسه دوقاً على نورماندي وقام بجزه في السجن، وأيضا كان مطالب غير ناجح لعرش مملكة إنجلترا.

## السيرة الذاتية
كان روبرت الابن الأكبر لـ ويليام الفاتح ملك إنجلترا وماتيلدا ابنة بالدوين الخامس، كونت فلاندرز وأديلا كابيه، قيل أنه في شبابه كان شجاعاً وماهراً في التدريبات العسكرية، وبيدو أنه كان أيضا عرضة للكسل وضعف الشخصية مما أدى إلى استياء النبلاء فاستغل ملك فرنسا ذلك لإثارة الفتنة مع والدهم، لم يكن راضياً عن نصيبه من السلطة مما أدى إلى دخوله في نزاعات الشديدة مع والده وإخوته، عندما كان صغيراً أصبح مخطوباً من مارغريت وريثة كونتات ماين، ومع ذلك توفيت قبل الزواج، وبذلك روبرت لم يتزوج حتى أواخر الأربعينات من عمره، ففي 1063، جعله والده كونت ماين كان النورمان يسيطرون عليها حتى 1069 عندما ثأر السكان ونصبوا هيو الخامس كونتاً لهم.
في 1077 قام روبرت بأول تمرد له ضد والده نتيجة لمزحة بينه وبين أخوته الأصغر سناً ويليام الأحمر وهنري، الذين ألقوا وعاء دائري كامل فوق رأسه، مما أدى إلى اشتياط غضبه روبرت على أخوته الصغار لولا تدخل والدهم الذي أوقف المشاجرة، ومع ذلك شعر بأن كرامته قد انجرحت وخاصة أن الملك لم يقوم بمعاقبة إخوته، وفي اليوم التالي حاول روبرت وأتباعه الاستيلاء على قلعة روان إلا أنه فشل في ذلك، ولكن عندما أمر الملك بالقبض على روبرت ورفاقه لجأوا إلى هيو من شاتونيف-أون-تيمريغ، إلا أنهم اضطروا إلى الفرار مرة أخرى عندما هاجم الملك ويليام قاعدتهم في ريمالار.
استطاع روبرت الفرار هذه المرة إلى فلاندرز عند خاله روبرت الفريزي قبل نهب مقاطعة فيكسن والتسبب هذه الفوضى والده أن يتحالف بنفسه مع فيليب الأول ملك فرنسا التي هو ابن خال ماتيلدا لوقف ابنه المتمرد، ولكن التحالف انهار عندما اكتشف الملك وليام ان الملكة ماتيلدا كانت تساعد ابنها سراً بإرسال المال إليه، في يناير 1079 أثناء إحدى معارك بينهما نجح روبرت في إصابة والده الملك في القتال، ومع ذلك أوقف هجومه عندما تعرف على صوت والده وبعد إذلاله لعن الملك ابنه أوقف القتال وعاد إلى روان.
فقط في عيد الفصح 1080 تم لم شمل بين الأب وابنه بعد الجهود التي بذلتها الملكة ماتيلدا وهذه الهدنة استمرت حتى وفاتها في 1083، فيما يبدو أن روبرت ترك بلاط والده بعد وفاة والدته، وأمضى سنوات التالية في الارتحال في جميع أنحاء فرنسا، وألمانيا، وفلاندرز، وحتى أنه زار إيطاليا سعياً خلف طلب يد الوريثة ماتيلدا من توسكانا (توفيت. 1046)، لكنه لم ينجح، خلال هذه الفترة تجول كفارس وأنجب العديد من الأطفال غير الشرعيين. ويبدو ابنه غير شرعي ريتشارد وقد أمضى جزءاً من حياته في البلاط الملكي لعمه ويليام الأحمر، ريتشارد هذا لقى مصرعه في حادث صيد في الغابة الجديدة في 1099 وكذلك عمه الملك ويليام الأحمر لقى مصرعه بنفس المكان في العام التالي، في حين ابنته الغير شرعية كانت متزوجة من هيلياس من سان ساين الذي أصبح مؤيداً مخلصاً لابنه لاحقاً.
في 1087، توفي الفاتح من الجروح التي عانى منها من حادث ركوب الخيل خلال حصار مانت، قيل أنه أراد بعد وفاته حرمان ابنه الأكبر من الميراث، ومع ذلك تم اقناعه بتقسيم أملاك النورمان بين اثنين من أبنائه الأكبر، لروبرت نورماندي وويليام الأحمر مملكة إنجلترا، وإما الابن الأصغر هنري أعطي له المال لشراء الأراضي، كان روبرت أضعف إلا أنه كان المفضل من قبل العموم النبلاء الذين أراضيهم على جانبي القناة الإنجليزية نظراً لأنه بسهولة يمكن التحايل عليه، مع وفاة والدهم قام الأخوين باتفاقا بينهما على أن يكونون ورثة بعضهم البعض، ومع ذلك استمر هذا السلام أقل من سنة عندما انضم البارونات إلى جانب روبرت ليحل محل وليام الأحمر في ميراثه مما أدى إلى تمرد في إنجلترا ومع ذلك لم يكن نجاحاً كثيراً لأن روبرت لم يلتقي الدعم الكافي من الإنجليز المتمردين.

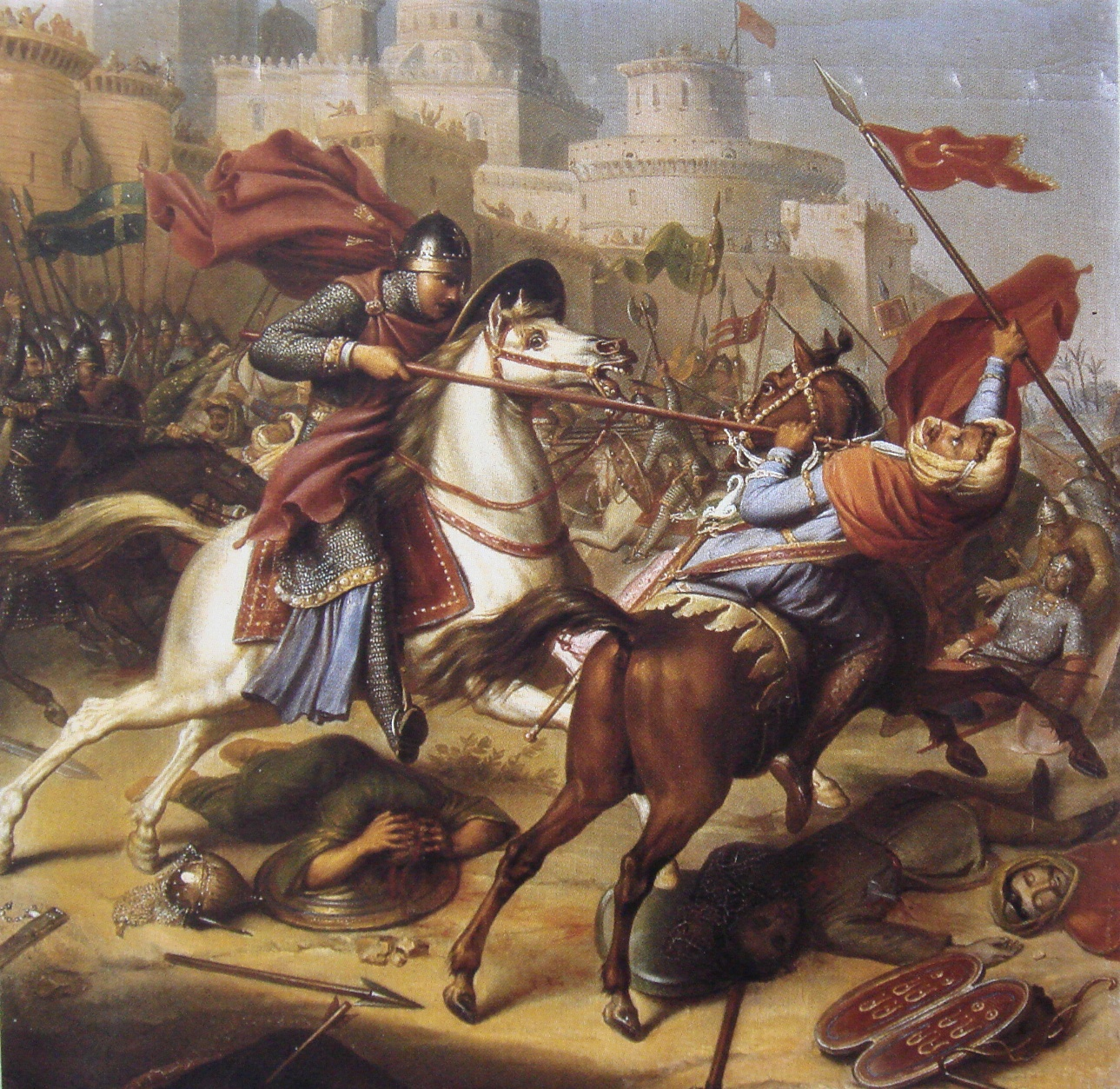
روبرت كورتز أثناء حصار أنطاكية، صورة معاصرة من قبل إحدى الرسامين الفرنسيين.

أحاط روبرت نفسه خلف مستشار الوثيق رانولف فلامبارد الذي كان سابقاً مستشار والده المقرب، في وقت لاحق أصبح فلامبارد مستشار المالية الحكيم ولكنه كان غير مرغوب كثيراً من قبل ويليام الأحمر حتى وفاة الأخير في 1100.
في 1096 غادر روبرت إلى الأراضي المقدسة أثناء الحملة الصليبية الأولى، حسب ما ورد أنه أصبح فقيراً لدرجة أنه اضطر في كثير من الأحيان إلي البقاء في السرير وذلك لنقص الملابس ومن أجل جمع الأموال لحملة صليبية رهن دوقية لشقيقه ويليام مجموع عملة تصل إلى 10,000 مارك.
عندما توفي ويليام الثاني في 2 أغسطس 1100، كان روبرت في رحلة العودة من حملة صليبية، وكان على وشك أن يتزوج من عروس شابة ثرية وذلك لجمع الأموال لإعادة شراء دوقيته، ونتيجة لذلك كان شقيقه هنري قادر على الاستيلاء على تاج إنجلترا لنفسه، لدى عودته حثه فلامبارد والبارونات أنجلو نورمان على أخذ التاج الإنكليزي على أساس الاتفاق بينه وبين شقيقه المتوفي الذي لم يدم طويلاً من عام 1087، في 1101 قاد روبرت غزوة للإطاحة بشقيقه هنري بحيث أن نزل في بورتسموث مع جيشه لكن افتقر إلى التأييد الشعبي، فضلا عن سوء التعامل في جيش روبرت لتكتيكات الغزو مكنت هنري من مقاومة هذا الغزو، أجبرت الدبلوماسية روبرت على التخلي عن مطالبته لعرش الإنكليزي حسب ما نصت عليه معاهدة ألتون، وقيل أن روبرت كان قائد ميداني بارعاً لكنه استراتيجياً فظيعاً في «الحملة الصليبية الأولى».

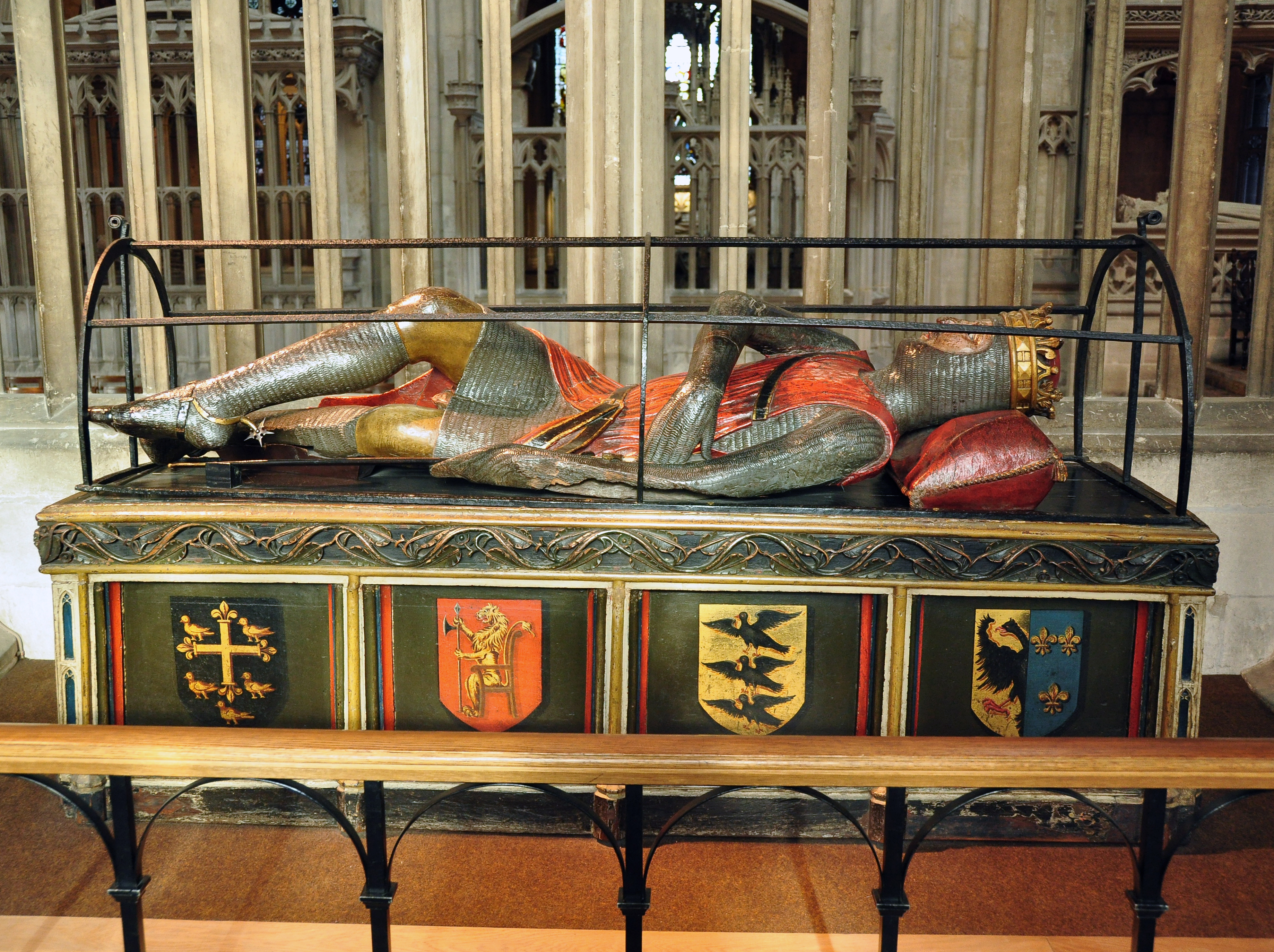
توب روبرت كورتز في كاتدرائية غلوستر.

مع 1105 أدى إثارة الخلافات بينه وبين شقيقه هنري وفضلاً عن الاضطرابات المدنية في نورماندي نفسها إلى قيادة هنري لغزو نورماندي، وفقاً لتقارير أورديريك التي تروي عن حادثة في 1105 عيد الفصح عندما كان من المفترض لروبرت سماع خطبة الجليلة لأسقف سيرلو إلا أنه أمضى الليلة السابقة في المعاشرة مع العاهرات والنكاتون، وبينما كان يرقد في سرير النوم في حالة الثمالة قام أحد أصدقائه بسرقة ملابسه، استيقظ في الصباح ليجد نفسه عارياً، واضطر إلى البقاء في السرير وغاب عن الخطبة.
في 1106 استطاع هنري هزيمة جيش روبرت أخيراً بشكل حاسم في معركة تينتشيبراي، بعد أن ادعي هنري بأن نورماندي ملكاً للتاج الإنجليزي وآسر روبرت بعد المعركة وسجنه في قلعة ديفايزز لمدة عشرين عاماً قبل أن يتم نقله إلى كارديف.

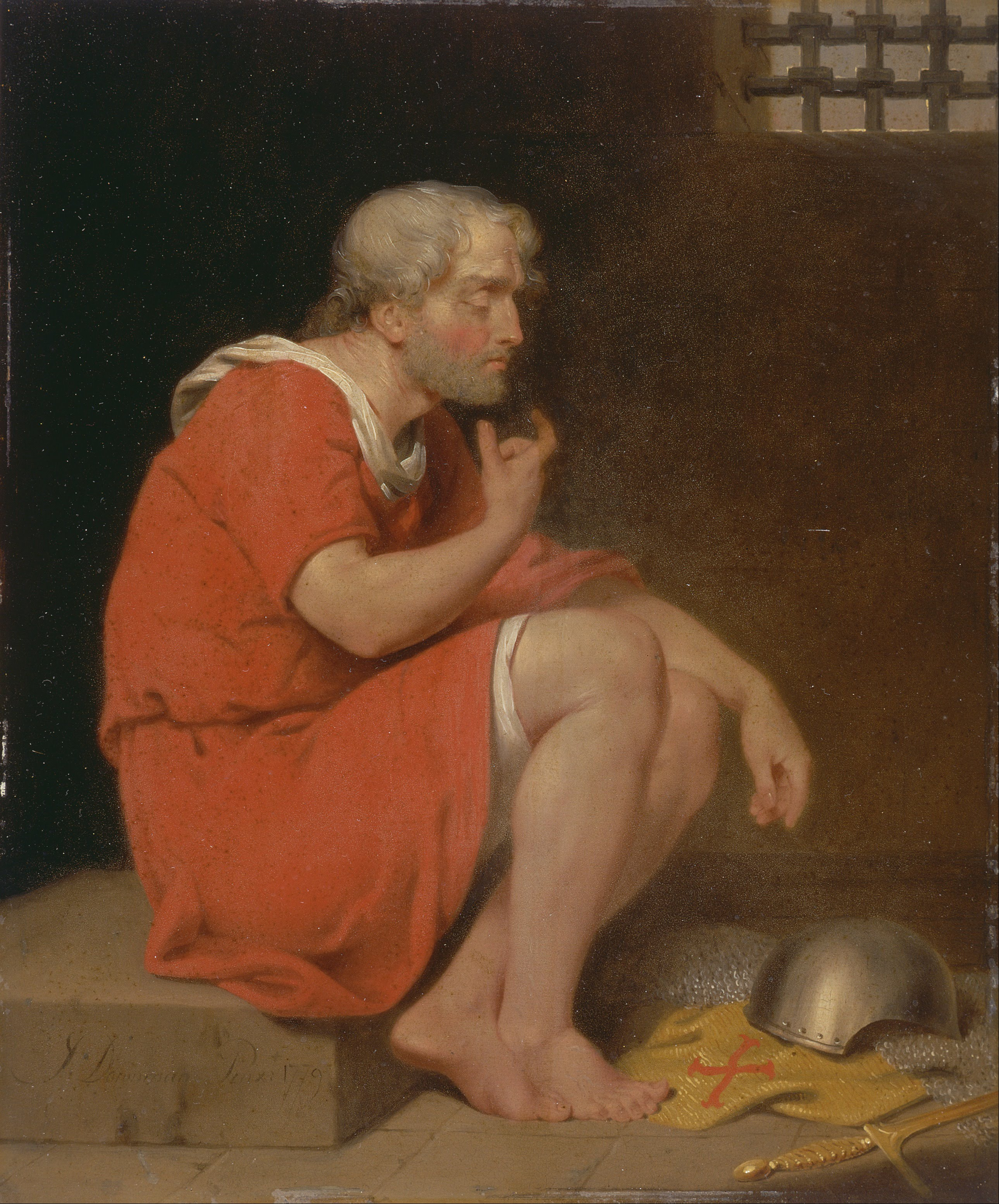
روبرت في السجن، من قبل جون دونمان

في 1134، توفي روبرت في قلعة كارديف في أوائل الثمانينات من العمر، دفن في كنيسة دير القديس بطرس في غلوستر.

## النسب
|             |             |             |             |             |             | هيرلفيا | هيرلفيا | هيرلفيا     | هيرلفيا     | هيرلفيا     | هيرلفيا     |               |               |               |               |               |               | روبرت الأول | روبرت الأول | روبرت الأول | روبرت الأول | روبرت الأول | روبرت الأول |  |  |
|             |             |             |             |             |             | هيرلفيا | هيرلفيا | هيرلفيا     | هيرلفيا     | هيرلفيا     | هيرلفيا     |               |               |               |               |               |               | روبرت الأول | روبرت الأول | روبرت الأول | روبرت الأول | روبرت الأول | روبرت الأول |  |  |
|             |             |             |             |             |             |         |         |             |             |             |             |               |               |               |               |               |               |             |             |             |             |             |             |  |  |
|             |             |             |             | ماتيلدا     | ماتيلدا     | ماتيلدا | ماتيلدا | ماتيلدا     | ماتيلدا     |             |             | ويليام الفاتح | ويليام الفاتح | ويليام الفاتح | ويليام الفاتح | ويليام الفاتح | ويليام الفاتح |             |             |             |             |             |             |  |  |
|             |             |             |             | ماتيلدا     | ماتيلدا     | ماتيلدا | ماتيلدا | ماتيلدا     | ماتيلدا     |             |             | ويليام الفاتح | ويليام الفاتح | ويليام الفاتح | ويليام الفاتح | ويليام الفاتح | ويليام الفاتح |             |             |             |             |             |             |  |  |
|             |             |             |             |             |             |         |         |             |             |             |             |               |               |               |               |               |               |             |             |             |             |             |             |  |  |
|             |             |             |             |             |             |         |         |             |             |             |             |               |               |               |               |               |               |             |             |             |             |             |             |  |  |
| وليام روفوس | وليام روفوس | وليام روفوس | وليام روفوس | وليام روفوس | وليام روفوس |         |         | روبرت كورتز | روبرت كورتز | روبرت كورتز | روبرت كورتز | روبرت كورتز   | روبرت كورتز   |               |               | هنري الأول    | هنري الأول    | هنري الأول  | هنري الأول  | هنري الأول  | هنري الأول  |             |             |  |  |